# T Crateris
T Crateris är en halvregelbunden variabel av SRB-typ i stjärnbilden Bägaren. 
Stjärnan varierar mellan fotografisk magnitud +9,7 och 11,3 med en period av ungefär 70 dygn.